# Hohentauern (Gemeinde Hohentauern)
Hohentauern ist ein Ort in den Niederen Tauern in der Steiermark wie auch Hauptort und Ortschaft der Gemeinde Hohentauern im Bezirk Murtal.

## Geographie
Der Ort befindet sich 32 Kilometer nördlich von Judenburg, 6 km Luftlinie südlich der Stadt Trieben im Paltental. Er liegt an der Triebener Straße (B114).
Das Dorf Hohentauern liegt direkt auf der Einsattelung des Triebener Tauernpasses (1270 m ü. A.). Nördlich erhebt sich der Triebenstein (1810 m ü. A.), südlich der Geierkogel (2231 m ü. A.) der Wölzer Tauern, mit dem Wirtsgupf (1627 m ü. A.) als Hausberg des Ortes.
Er umfasst etwa 180 Adressen. Neben dem alten Dorfkern finden sich die Wirtsalmsiedlung zum Wirtsgupf, und die Siedlungen Almdorf, Herzogbichl, Gartengasse, Sonnenhang und Scheipplsiedlung nach Westen.
Die Ortschaft Hohentauern umfasst mit gut 300 Einwohnern (1. Jänner 2025: 307) auch das alte Knappendorf Bergbau, und die zerstreuten Häuser der Passlandschaft (als Hohentauern-Zerstreute Häuser geführt), darunter auch die Feriensiedlung Moscher, sowie die Berglagen am Bösenstein (2448 m ü. A.) der Rottenmanner Tauern, wie die Edelrautehütte, die Kreutbauernalm und die Scheibelalm.
Die Katastralgemeinde Hohentauern umfasst hingegen die ganze Gemeinde, mitsamt dem Triebental.
| Bergbau                                      | Schwarzenbach (O, Gem. Trieben, Bez. Liezen)       |                  |
| Strechen (O, Gem. Rottenmann, Bez. Liezen) ∗ | Kompassrose, die auf Nachbargemeinden zeigt        | Vordertriebental |
| Moscher                                      | Sankt Johann am Tauern Sonnseite (O, Gem. Pölstal) | Triebental (O)   |

∗ Hinter dem Bösensteinmassiv

## Geschichte, Infrastruktur und Sehenswürdigkeiten
Ob die Römerstraße Virunum – Ovilava (Zollfeld – Wels), die auf vorrömische Altwege zurückgeht, tatsächlich hier über den Pass und das Triebental hinunter nach Trieben geführt hat, ist unklar, möglich erscheint auch ein geradlinigerer Verlauf über den Bereich Kreuzbergalm – Hölleralm westlich der Sunk. Die Lage der allgemein mit Hohentauern identifizierten Poststation (Mansio) Tartursanis ist ebenfalls unbekannt, da archäologische Befunde fehlen.
Auch eine Ersterwähnung ist unklar, Fundstellen wie ultra Thaurum montem 1139 können Gebirge, Pass oder Ortslage bezeichnet haben. Die Karte von Vischer 1678 gibt am Tauern.

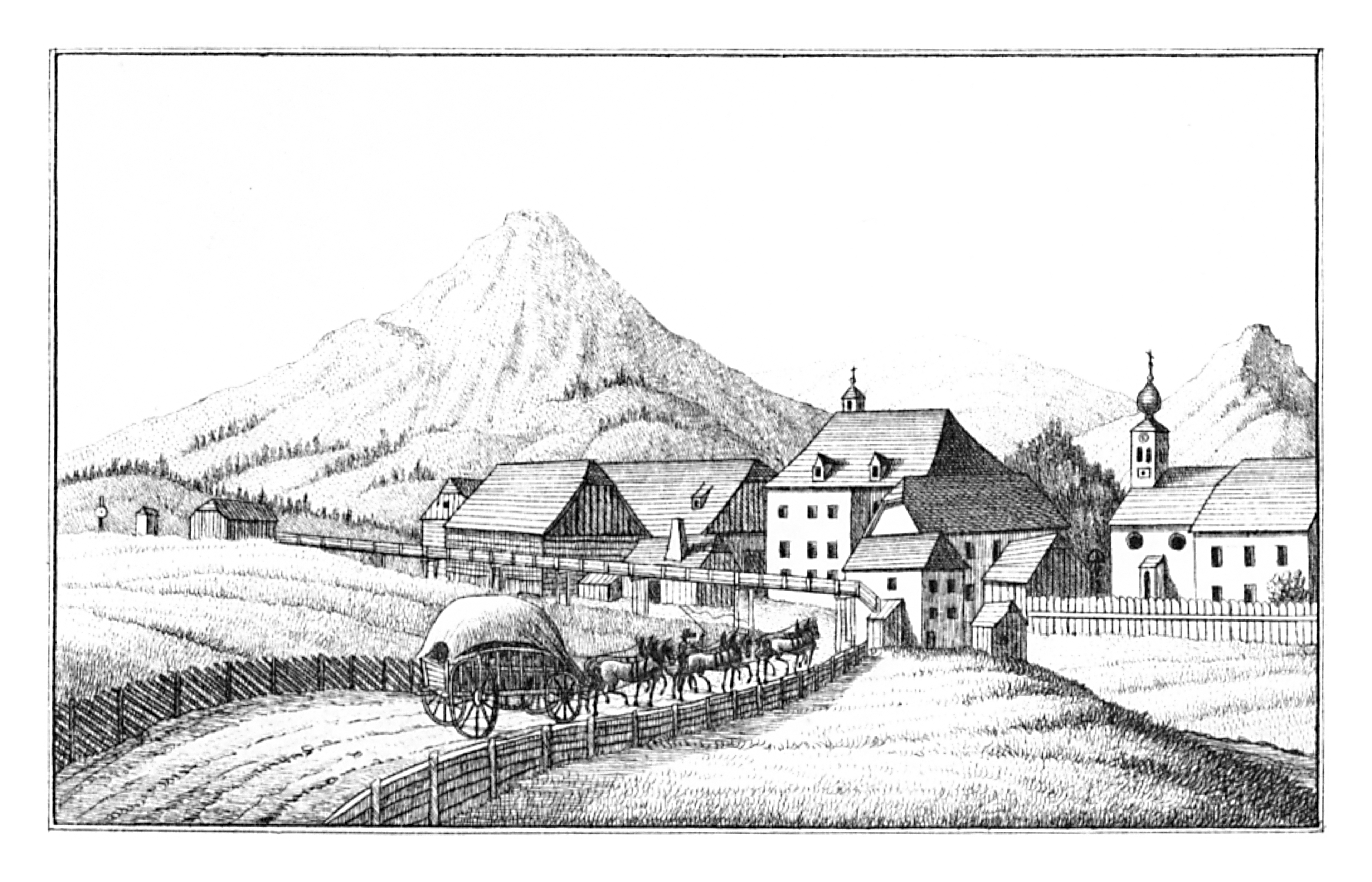
Der Kirchweiler um 1830 (Lithographie, J. F. Kaiser)

Jedenfalls wurde der Altweg aber ab dem Hochmittelalter für die Säumerei verwendet. Hier stand der schon vor 1300 nachweisliche Tauernwirt. Im 14. Jahrhundert (urkundlich 1363) wurde die erste Kirche erbaut, die heutige Bartholomäkirche wurde um 1490 gotisch errichtet. Sie war eine Filiale von St. Lorenzen und gehörte zum Stift Admont. Die Vikarstelle wurde erst im frühen 19. Jahrhundert vom Alten Pfarrhof an der Schulterer Höhe, das vorher erzherzogliches Forsthaus gewesen war (heute Gasthof Daxler), hierherverlegt. Pfarrsitz wurde der Ort erst 1892.
Bis in das spätere 19. Jahrhundert war der Ort – seinerzeit auch Oberthauern genannt oder Hochenthauern geschrieben – nur ein kleiner Kirchweiler um die Kirche. Von den wenigen alten Gehöften rundum ist besonders der Scheipplhof interessant, der unter Denkmalschutz steht.
Das Ortswachstum begann erst in den 1960er Jahren, als die alte Knappensiedlung Bergbau, für den Magnesit- und Graphit-Abbau, aufgegeben und hier in den Ort verlegt wurde. Zu der Zeit begann auch der Tourismus mit dem kleinen Schigebiet Hohentauern am Wirtsgupf. Heute betreibt der Ort Winter- wie Sommertourismus.
Am Weberteich wurde das Pfahlbaudorf Hohentauern errichtet, das die Bedeutung des Altweges dokumentiert.
Sehenswert ist auch die in ursprünglichem Erscheinungsbild erhaltene, denkmalgeschützte Scheibelalm am Bösenstein.

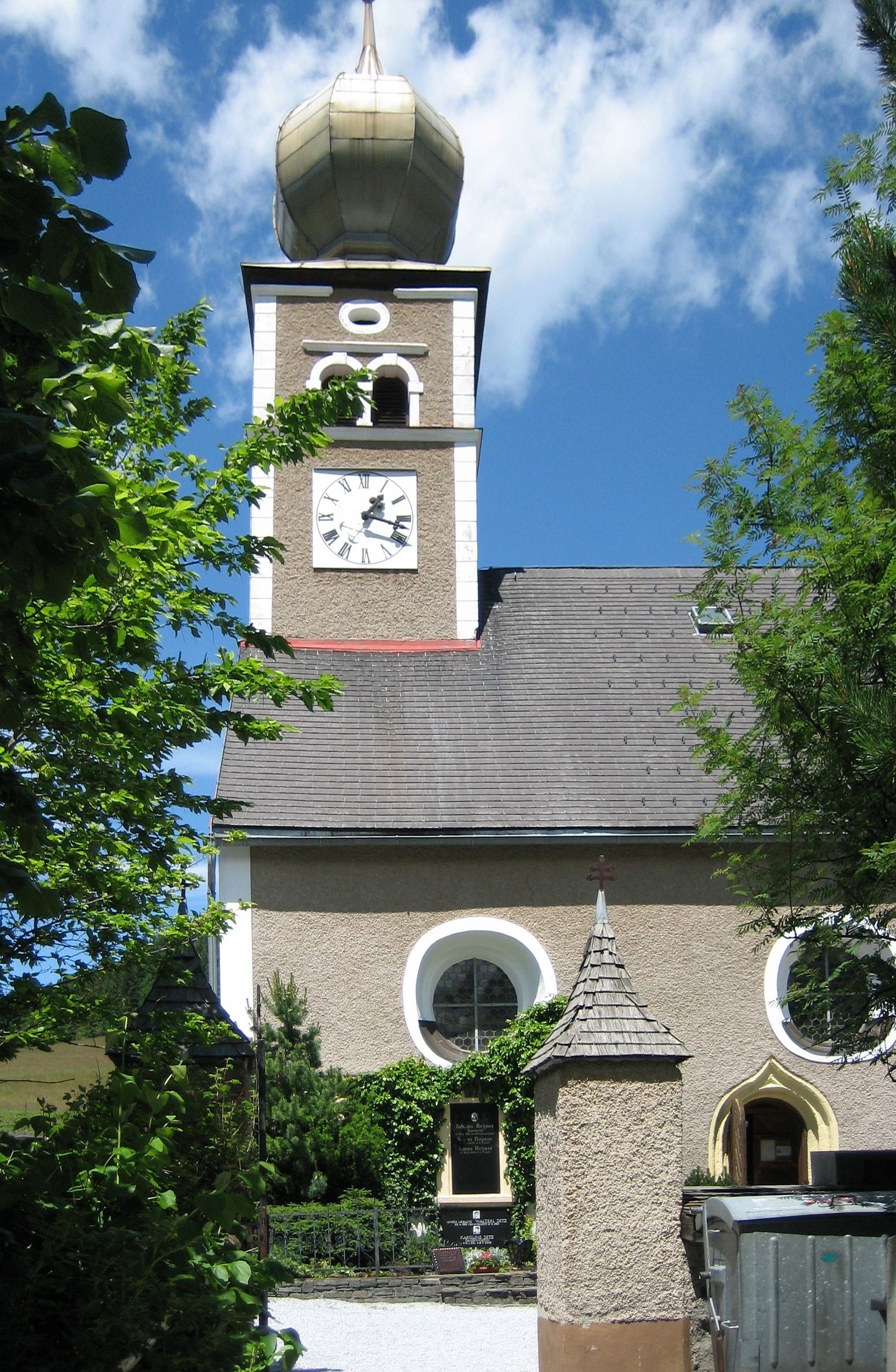
Pfarrkirche St. Bartholomä
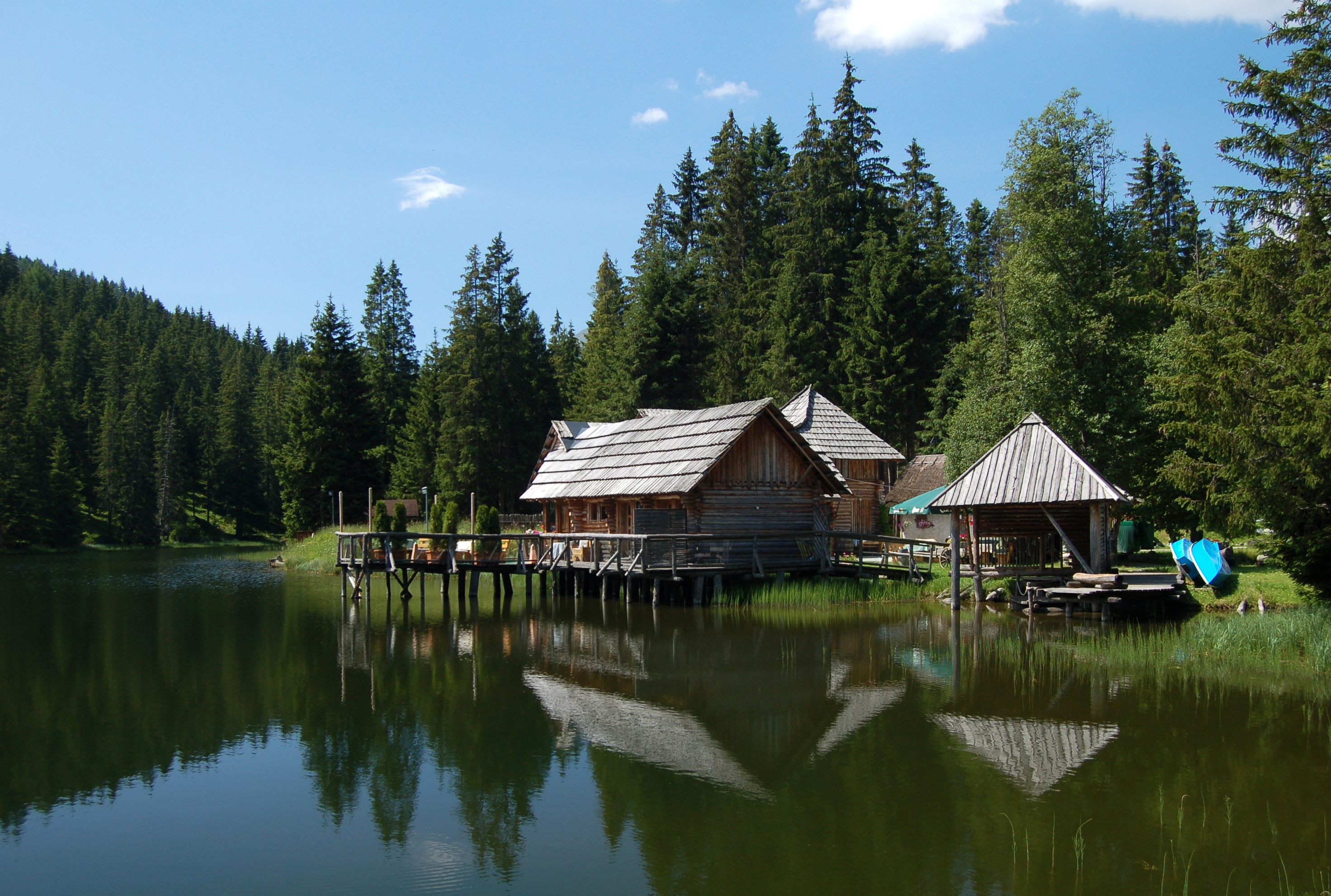
Pfahlbaudorf
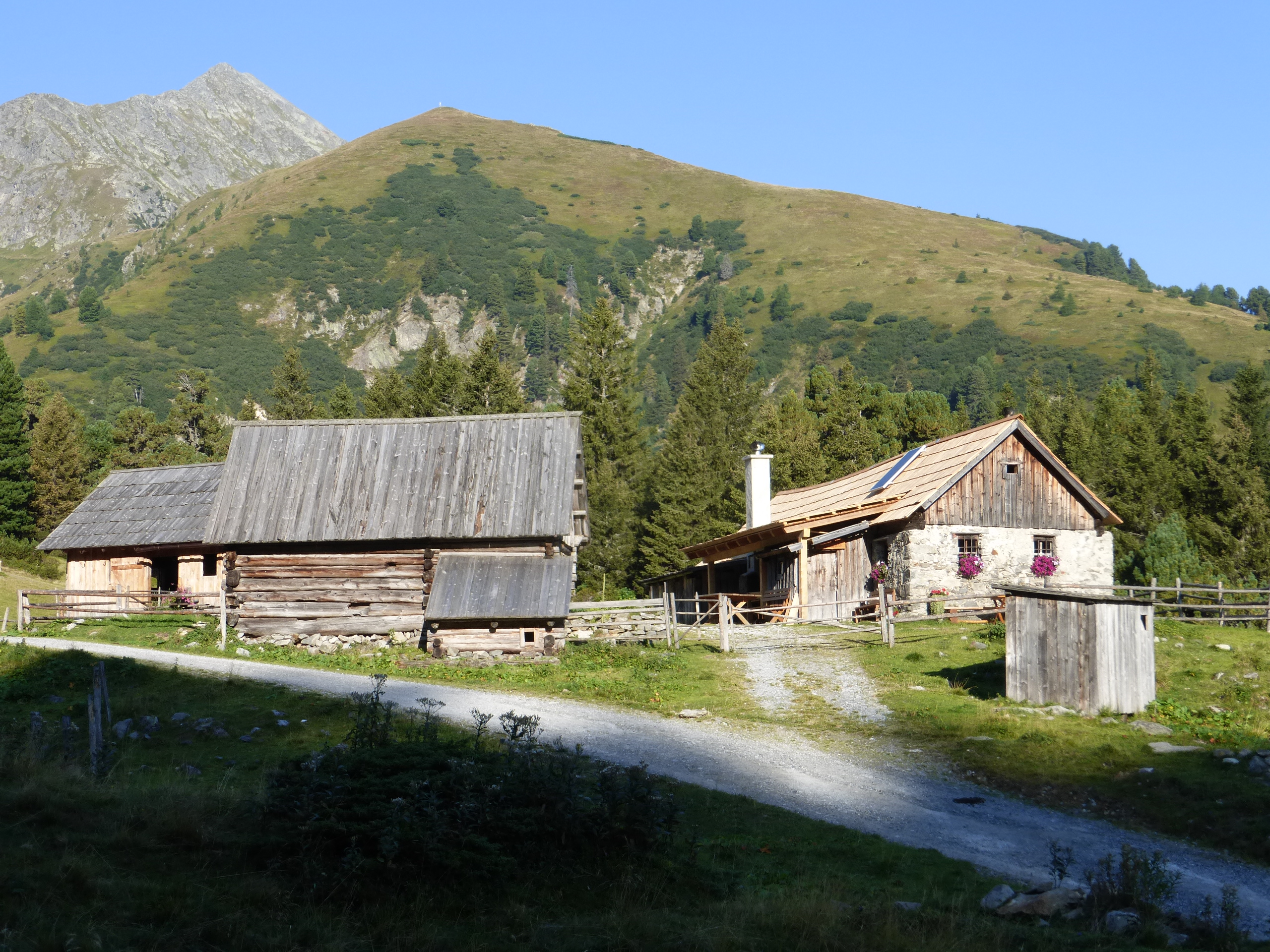
Scheibelalm mit Großem Bösenstein